# Мацусака (Міє)

Мацуса́ка (яп. 松阪市, まつさかし, МФА: [mat͡su̥saka ɕi̥]?) — місто в Японії, в префектурі Міє. Розташоване в центральній частині префектури, на берегах затоки Ісе.   Виникло на основі призамкового містечка раннього нового часу. Протягом 17 — 19 століття належало автономному уділу Кії, було постоялим і купецьким поселенням. Отримало статус міста 1933 року. Площа становить 623,77 км². Станом на 1 серпня 2011 року населення складало 167 632  осіб, густота населення — 269 осіб/км².  Основою економіки є рибальство, харчова промисловість, машинобудування, комерція, туризм. Складова Наґойського промислового району.  В місті розташовані руїни середньовічних замків та музей Мотоорі Норінаґи. 

## Уродженці
- Мотоорі Норінаґа